# Hours (Pyrénées-Atlantiques)
Hours település Franciaországban, Pyrénées-Atlantiques megyében. Lakosainak száma 230 fő (2022. január 1.). Hours Barzun, Bénéjacq, Bordères, Espoey, Livron és Lucgarier községekkel határos.

## Népesség
A település népességének változása:
| Lakosok száma | 247  | 260  | 268  | 268  | 256  | 243  | 231  | 230  | 230  |
|               | 2013 | 2015 | 2016 | 2017 | 2018 | 2019 | 2020 | 2021 | 2022 |